# Arc (organ de mașină)

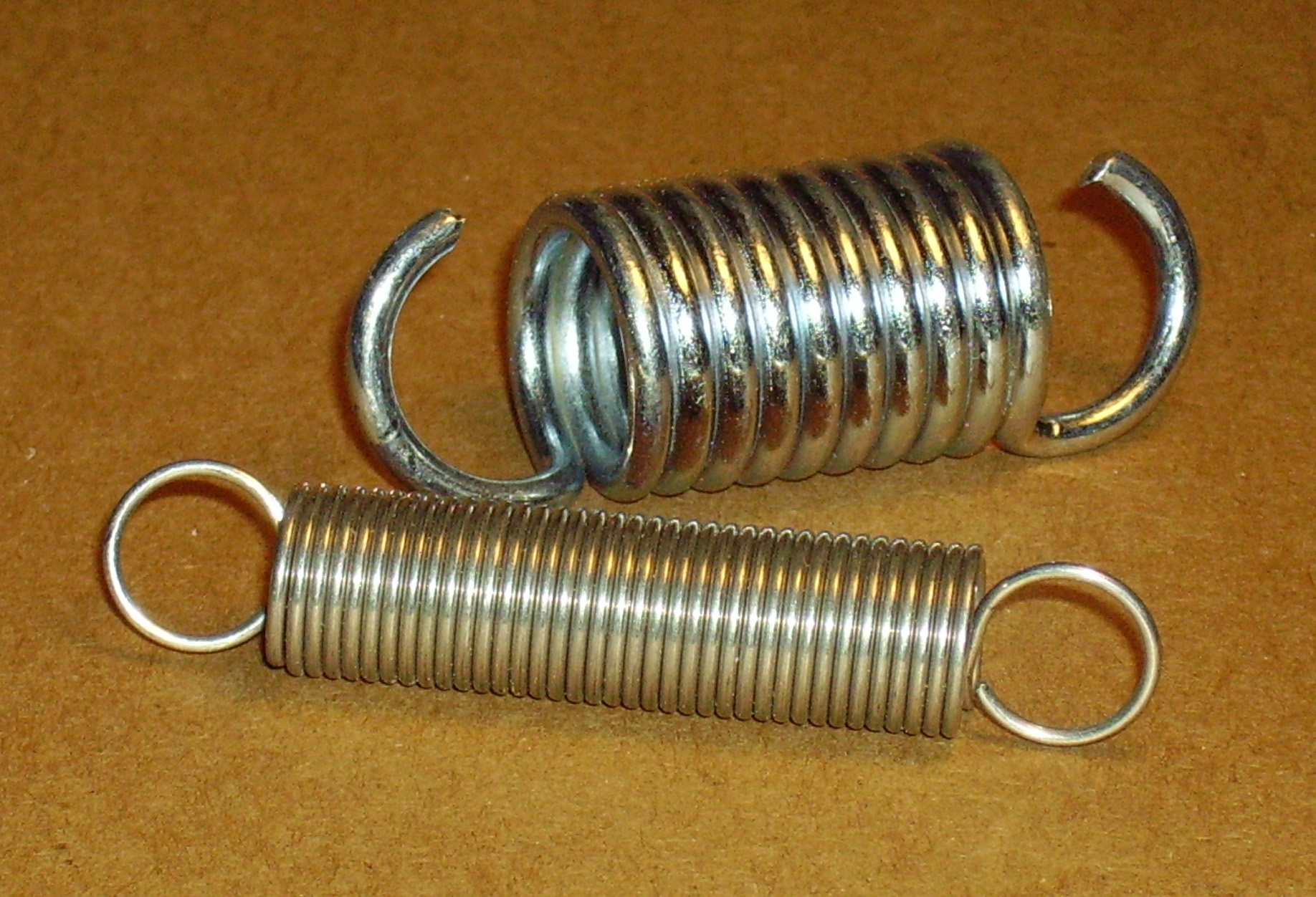
Arc de întindere

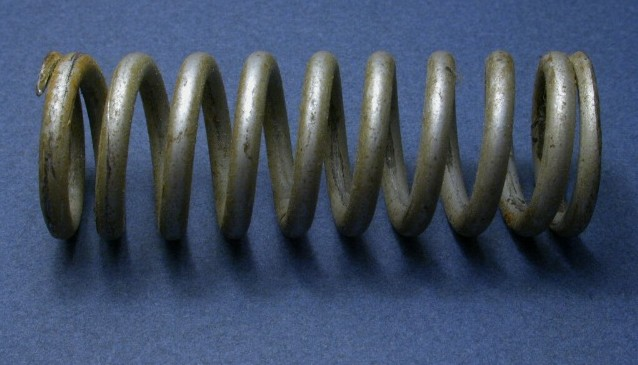
Arc de compresiune

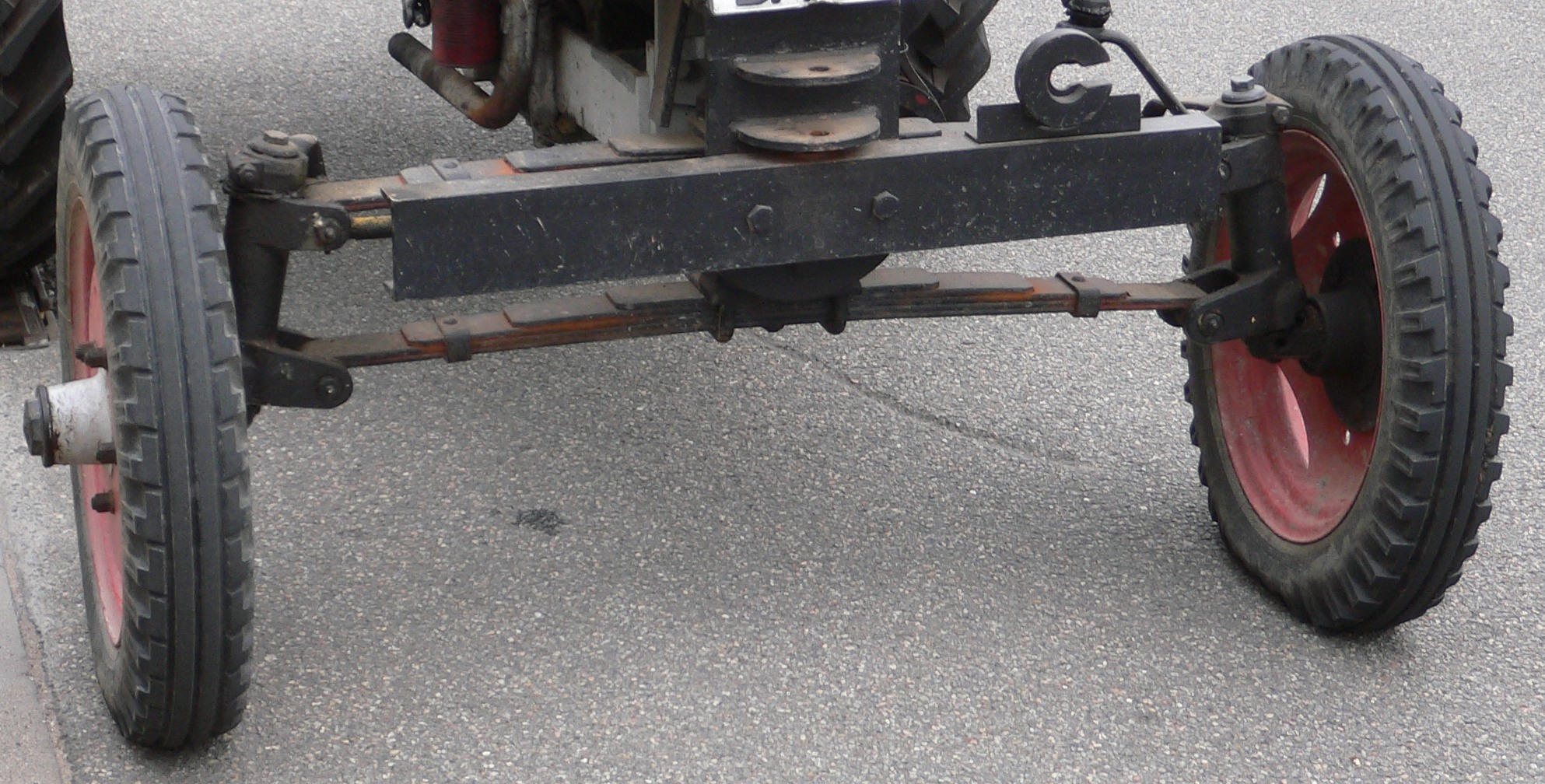
Arc cu foi pentru suspensii

Arcurile sunt organe de mașini care fac parte dintr-un mecanism, aparat sau din părțile componente ale mașinilor, confecționate dintr-un material cu proprietăți elastice mari, care sub acțiunea unei forțe exterioare se deformează temporar, revenind la forma inițială când acțiunea exercitată din exterior încetează. Arcurile din oțel sunt nu numai o categorie de elemente elastice dar și cu o largă utilizare în construcția de mașini.
Arcul este un organ de mașină care, datorită formei corespunzătoare și materialului elastic din care este confecționat, prin deformarea lui elastică, transformă lucrul mecanic în energie potențială și este capabil să  retransforme (integral sau parțial) energia potențială acumulată în lucru mecanic.

## Scopuri
Arcurile se utilizează la:
- preluarea și amortizarea șocurilor și vibrațiilor;
- acumularea de energie, care trebuie redată prin readucerea pieselor în poziția inițială (ex. la mecanismele ceasurilor mecanice, supapele motoarelor cu ardere internă);
- exercitarea unor forțe de apăsare (ex. în ambreiaje cu fricțiune);
- limitarea forțelor (cuplaje de siguranță cu fricțiune sau cu gheare);
- măsurarea forțelor și momentelor (ex. dinamometre);
- schimbarea frecvențelor proprii ale unor ansambluri mecanice.

## Clasificare
Există diferite criterii de clasificare a arcurilor:
- după forma constructivă, pot fi arcuri elicoidale, spirale plane (folosite de exemplu la ceasuri), lamelare, cu foi (folosite la suspensia caleștilor, a trăsurilor, tractoarelor, autocamioanelor, locomotivelor și vagoanelor), elicoidale, disc, inelare, bare de torsiune;
- după solicitarea arcului, în funcție de direcția și sensul forțelor exterioare,: de compresiune, de întindere, de torsiune (bare de torsiune, elicoidale), de încovoiere (spirale, lamelare sau cu foi).
- după natura materialului din care este executat arcul: oțel, metale neferoase, materiale nemetalice (cauciuc, plută, mase plastice, aer);,
- după modul de acțiune: de întindere (elicoidale), compresiune (elicoidale, inelare, disc), încovoiere (arcuri cu foi, lamelare, torsiune (bare de torsiune);
- după rigiditate: cu rigiditate constantă sau variabilă.

Pentru definirea unui arc este necesar să se indice toate elementele caracteristice privind forma, dimensiunile, solicitarea la care este supus, secțiunea materialului și natura materialului.